# Fernand Gambiez

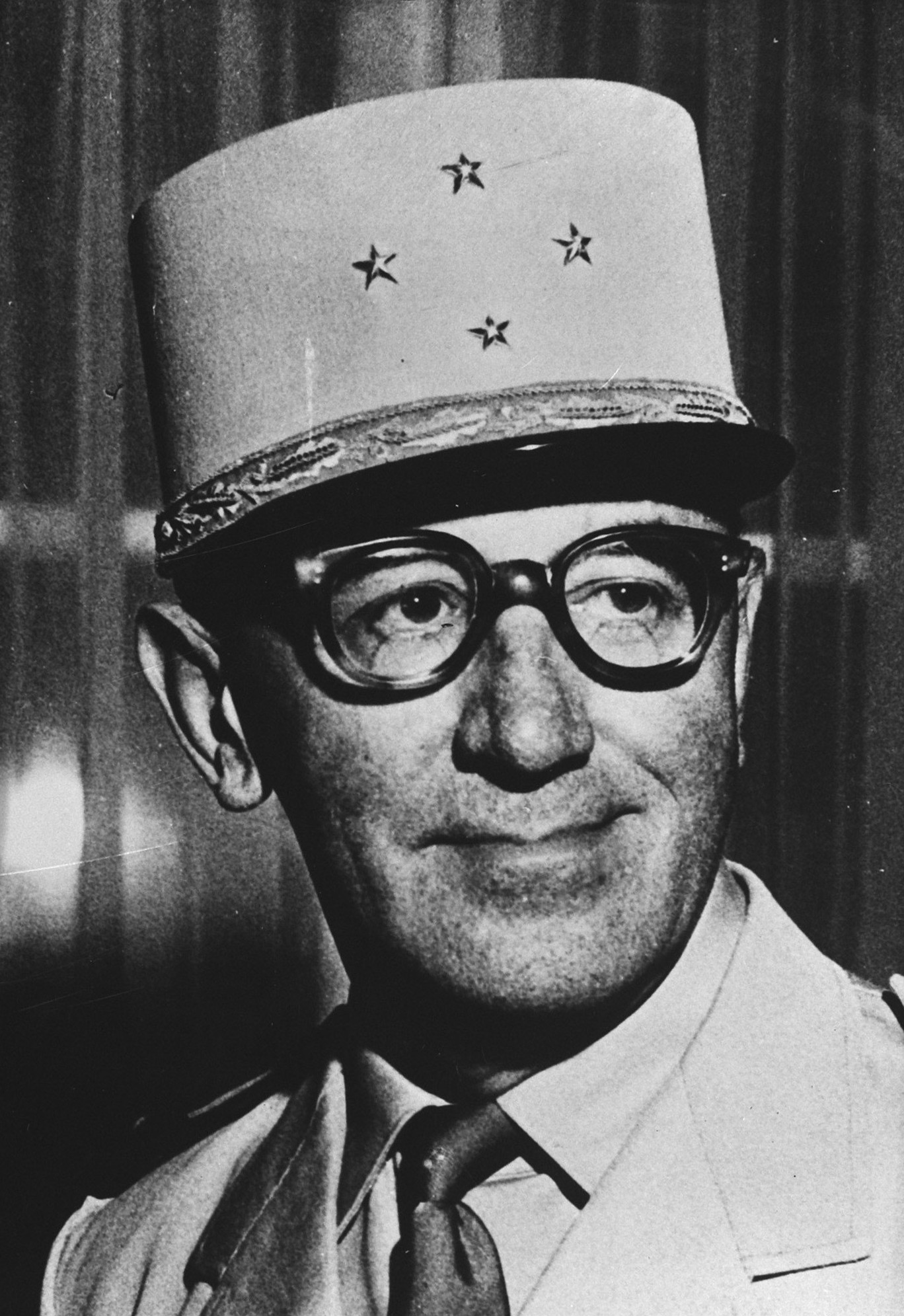
Fernand Gambiez, 1961

Fernand Charles Louis Gambiez (* 27. Februar 1903 in Lille; † 29. März 1989 in Saint-Mandé) war ein französischer Offizier (Général d’armée) und Militärhistoriker.

## Leben
Gambiez wurde 1903 als Sohn eines Offiziers und dessen Frau im nordfranzösischen Lille geboren. Er besuchte u. a. das traditionsreiche Lycée Saint-Louis im Pariser Quartier Latin. Danach trat er dem französischen Heer bei, wurde von 1923 bis 1925 an der École spéciale militaire de Saint-Cyr zum Offizier ausgebildet. 1925 wurde er zum Unterleutnant und 1927 zum Leutnant befördert. Gambiez wurde dann u. a. für mehrere Jahre in Französisch-Marokko bei der französischen Fremdenlegion verwendet. 1935 absolvierte er die École supérieure de guerre.
Während des Westfeldzugs der deutschen Wehrmacht von Mai bis Juni 1940 diente er seiner Armee als Kompaniechef. Er arbeitete dann in der Waffenstillstands-Kommission mit, beteiligte sich aber gleichzeitig an der Tarnung von französischem Kriegsgerät. Nach dem Waffenstillstand von Compiègne wurde er weiterhin als Offizier verwendet, nunmehr unter dem Vichy-Regime.
Im Zuge der Landung der Alliierten im November 1942 in Französisch-Nordafrika besetzten deutsche Truppen auch Südfrankreich und Gambiez flüchtete mehrere Monate über die Pyrenäen und spanisches Gebiet – er verbrachte u. a. im Internierungslager Miranda de Ebro bei Burgos – nach Nordafrika. Dort wollte er sich General Henri Giraud anschließen.
Gambiez kämpfte nun auf der Seite der Freifranzosen (siehe La Libération): Er nahm u. a. im September 1943 an der Landung auf Korsika und im Juni 1944 an der Befreiung Elbas teil. Der 1944 zum Oberstleutnant beförderte Gambiez kämpfte auf dem europäischen Festland am Rhein sowie bei Belfort, Masevaux und Colmar. Zuletzt stieß er, ab 1945 Oberst, ins „angeschlossene“ Österreich vor.
Nach dem Ende des Zweiten Weltkriegs wurde er zunächst in der Generalinspektion des Heeres verwendet und leitete dann von 1946 bis 1948 die École des cadres im westfranzösischen Saint-Maixent. 1948/49 wurde er Kommandeur des 37. Infanterieregiments im Saarland.
Ab 1949 diente Gambiez (mit Unterbrechung) in Französisch-Indochina, wo er zunächst Kommandant im Tonkin-Delta (nördliches Vietnam), dann Chef des Stabes der Landstreitkräfte in Tonkin und bis 1952 ebendort Divisionskommandeur war. Danach wurde er Sonderberater im Büro des französischen Verteidigungsministers. 1952 wurde er zum Général de brigade befördert. 1952/53 absolvierte er das Institut des hautes études de défense nationale (IHEDN) in Paris. Am Ende des Indochinakrieges war er Stabschef von General Henri Navarre, später Paul Ély, Oberbefehlshaber der französischen Truppen in Indochina.
1955 übernahm er das Kommando über die 11. Infanteriedivision und Nordtunesien. 1956 erfolgte die Beförderung zum Général de division. 1957 wurde er in der Generalinspektion der Infanterie tätig. Ab 1957 war er teilstreitkräfteübergreifender und oberster Kommandant der französischen Truppen in Tunesien. 1958 wurde er zum Général de corps d’armée befördert. Während des Algerienkrieges 1959 übernahm er das Kommando über das Korps im algerischen Oran. 1960 wurde er Generalinspekteur der Infanterie und Général d’armée. Im Februar 1961 wurde er als Nachfolger von General Jean Crépin zum Oberbefehlshaber der französischen Streitkräfte in Algerien ernannt. Während des Putsches von Algier (1961) wurde Gambiez im April 1961 dann bis zur Niederschlagung auf Geheiß rebellierender Offiziere (gegen Charles de Gaulle) von Angehörigen des 1er régiment étranger de parachutistes festgenommen.
Gambiez beendete seine militärische Karriere als Direktor des IHEDN in Paris und schied 1965 aus dem aktiven Dienst aus. Weiterhin war er u. a. conseiller d'État und Mitglied des Conseil supérieur de la guerre. Von 1969 bis 1989 leitete er die Commission française d'histoire militaire, gleichzeitig war er von 1969 bis 1973 Vizepräsident und von 1973 bis 1975 Präsident der Commission Internationale d’Histoire Militaire (CIHM). Danach wurde Gambiez zum Ehrenpräsidenten der CIHM ernannt. Überdies wurde er 1974 Mitglied der Gelehrtengesellschaft Académie des sciences morales et politiques.
Gambiez war verheiratet und Vater von sechs Kindern. Sein Sohn Alain fiel im Rang eines Sous-lieutenant in der Schlacht um Điện Biên Phủ (1954).

## Schriften (Auswahl)
- The Sword of Damocles: indirect warfare (mit M. Suire, 1967)